# Crematogaster pilosa
Crematogaster pilosa es una especie de hormiga acróbata del género Crematogaster, categorizada en la tribu Crematogastrini, de la subfamilia Myrmicinae. Fue descrita por Emery en 1895.

## Distribución
Se distribuye por América del Norte: Estados Unidos.

## Hábitat
Habita en la selva tropical, bordes de carretera, bosques húmedos, en pantanos, bosques de robles, sobre la madera muerta, en nidos y ramas muertas. Se ha encontrado a elevaciones de 2-240 m s. n. m.